# 大众波罗
大众波罗（Volkswagen Polo）是德国大众汽车公司出产的小型车，有两厢版、三厢版、轿跑版和休旅版。2005年型号的厂商内部编号为9N和9N2。
最早的大众波罗源自于1978年生产的奥迪50的简装版本。波罗的名称来自于极地涡旋（大众汽车有以各类自然风为车型取名的传统），同时也借鉴马球运动。

## 历史

### 第一代（Typ 86, 1975年–1981年）
初代的Polo其實是由奧迪50換牌出來的，至1979年全球銷量已達50萬部，其名氣比奧迪50還要高。
第一代Polo整體只有兩門版本，車身設計沿用同期的大眾高爾夫，採用直列四缸引擎，只配以4速手動變速系統。
所有第一代Polo是於德國沃爾夫斯堡總廠生產。

### 第二代（Typ 86C, 1981年–1994年）
第二代Polo尾窗較直（近乎垂直），引擎方面有多種選擇，有1.1公升天然吸氣到1.3公升機械增壓的汽油引擎，其主要競爭對手包括：Austin Metro、Vauxhall Nova和福特Fiesta。

### 第三代（Typ 6N, 1994年–2002年）

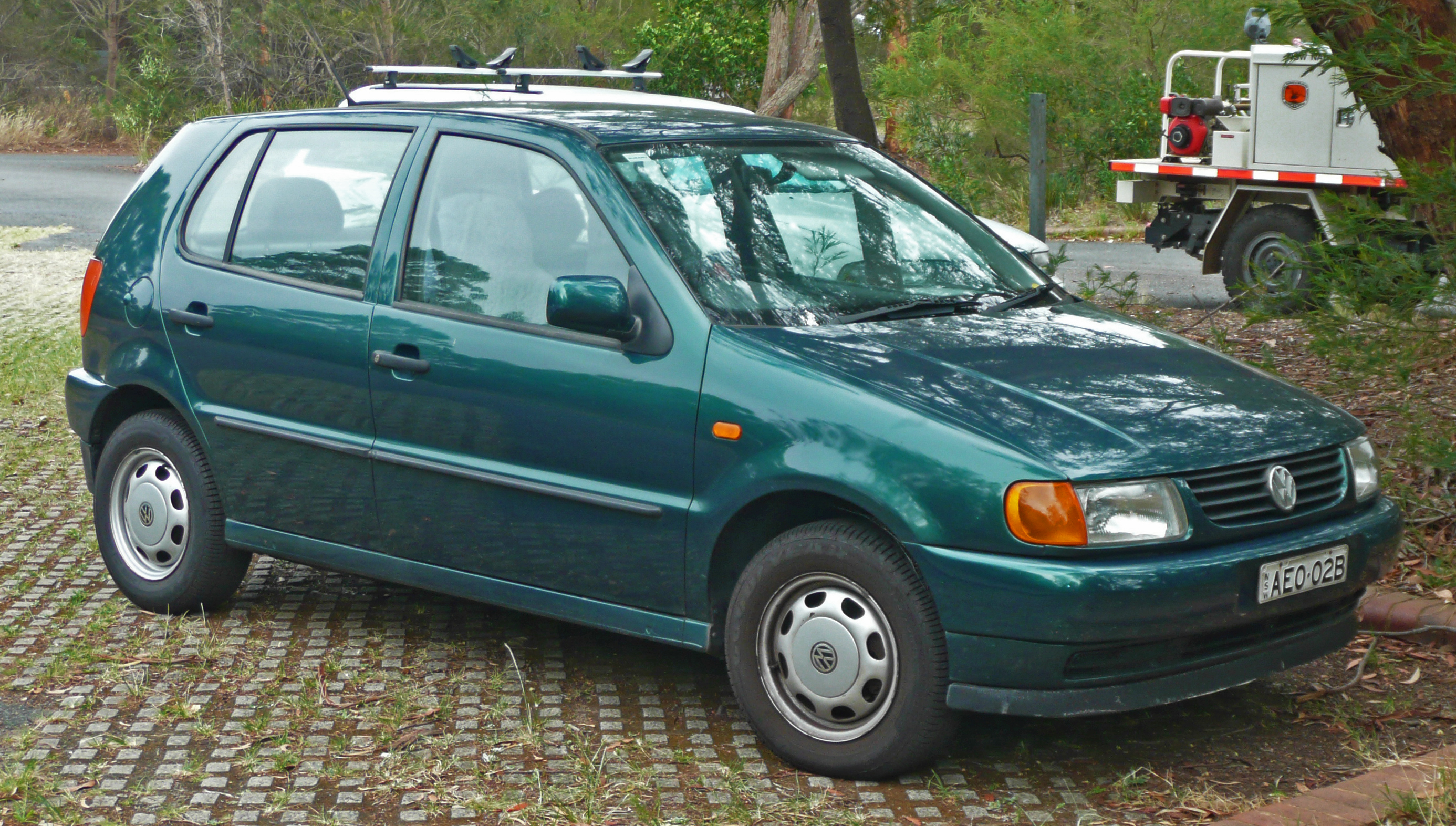
第三代Polo五門款

第二代後期換上的方形車頭燈一直沿用至第三代，惟車身線條相對較圓。由這一代起，Polo除了有兩門之外，還有四門版本，採用直列四缸引擎，並新增自動變速系統。
由第三代起，Polo除了在德國沃爾夫斯堡總廠外，還於阿根廷的工廠裝嵌。

### 第四代（Typ 9N, 2002年–2009年）

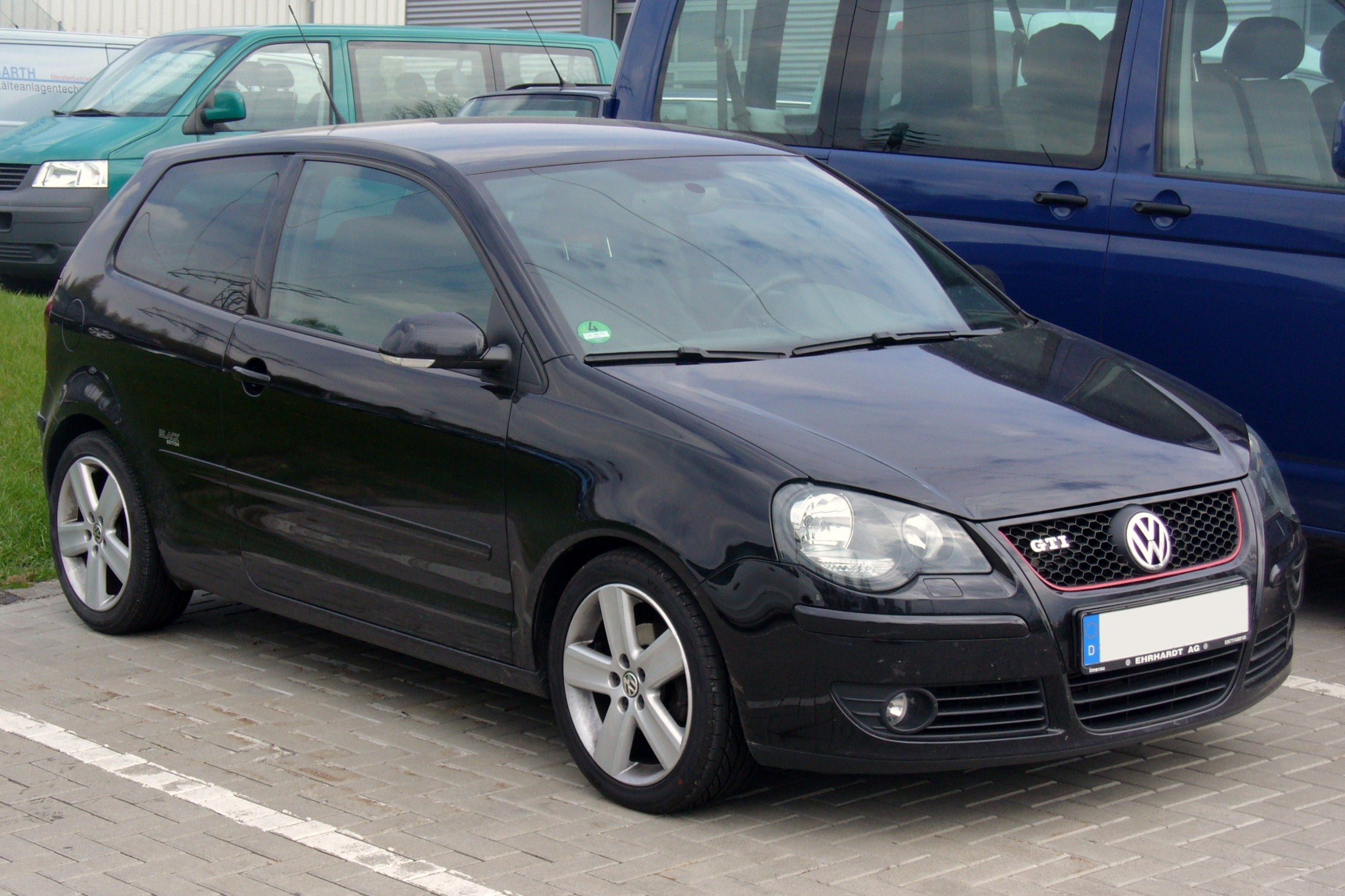
第四代Polo（小改款）

第四代前期頭燈用了4圓設計，後期則改成水滴形狀。并且于AT版本更换了6速AT变速箱

### 第五代（Typ 6R/6C，2009年-2017年）
2013年推出的Polo GTI，搭載了雙增壓器引擎和7前速雙離合器波箱，馬力達至180匹，靜止到時速100公里只需6.9秒。
2014年的Polo改回六速手自排變速箱，並推出四門版，稱為vento。

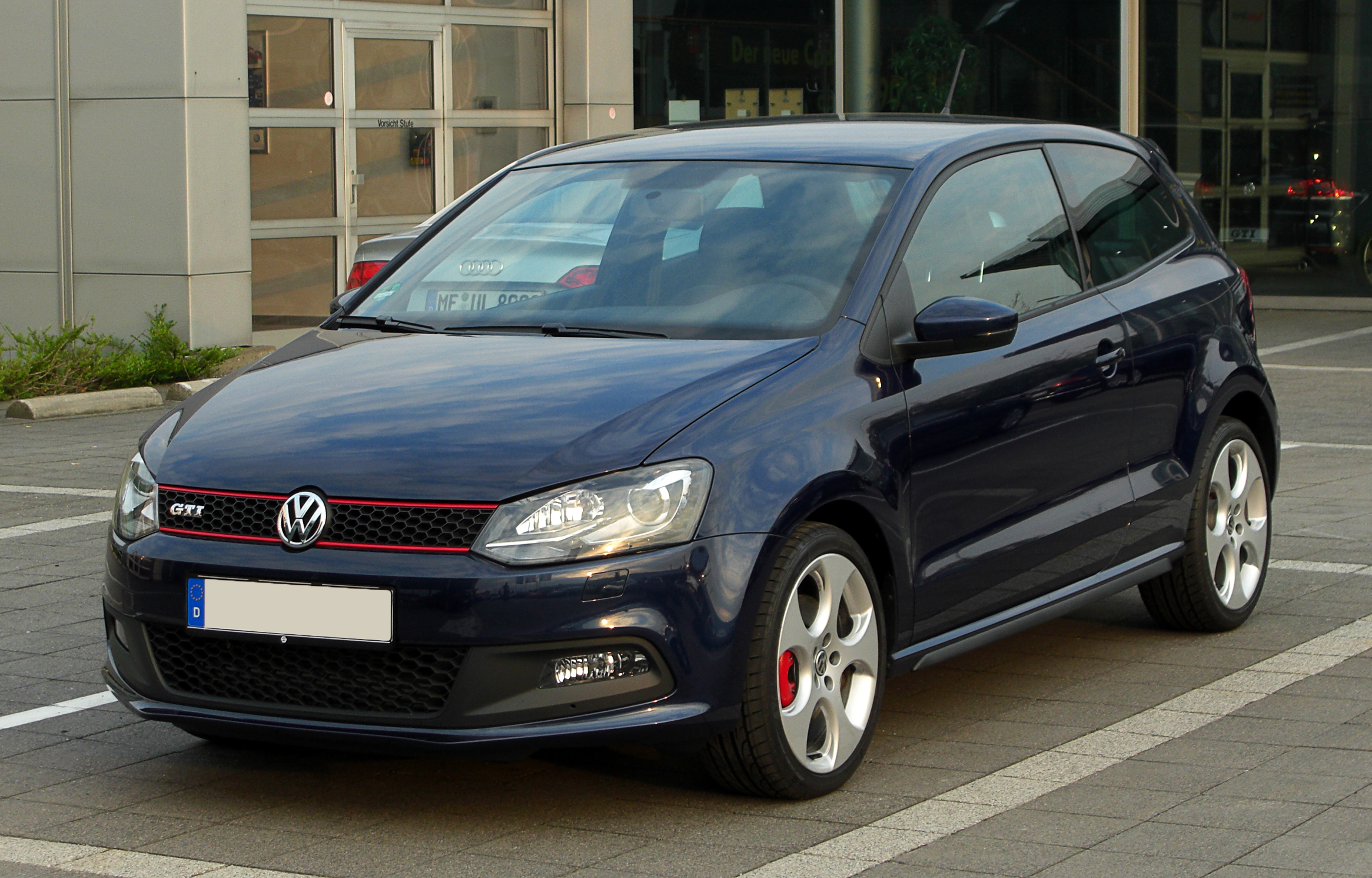
第五代波罗GTI

### 第六代（Typ AW/BZ，2017年）

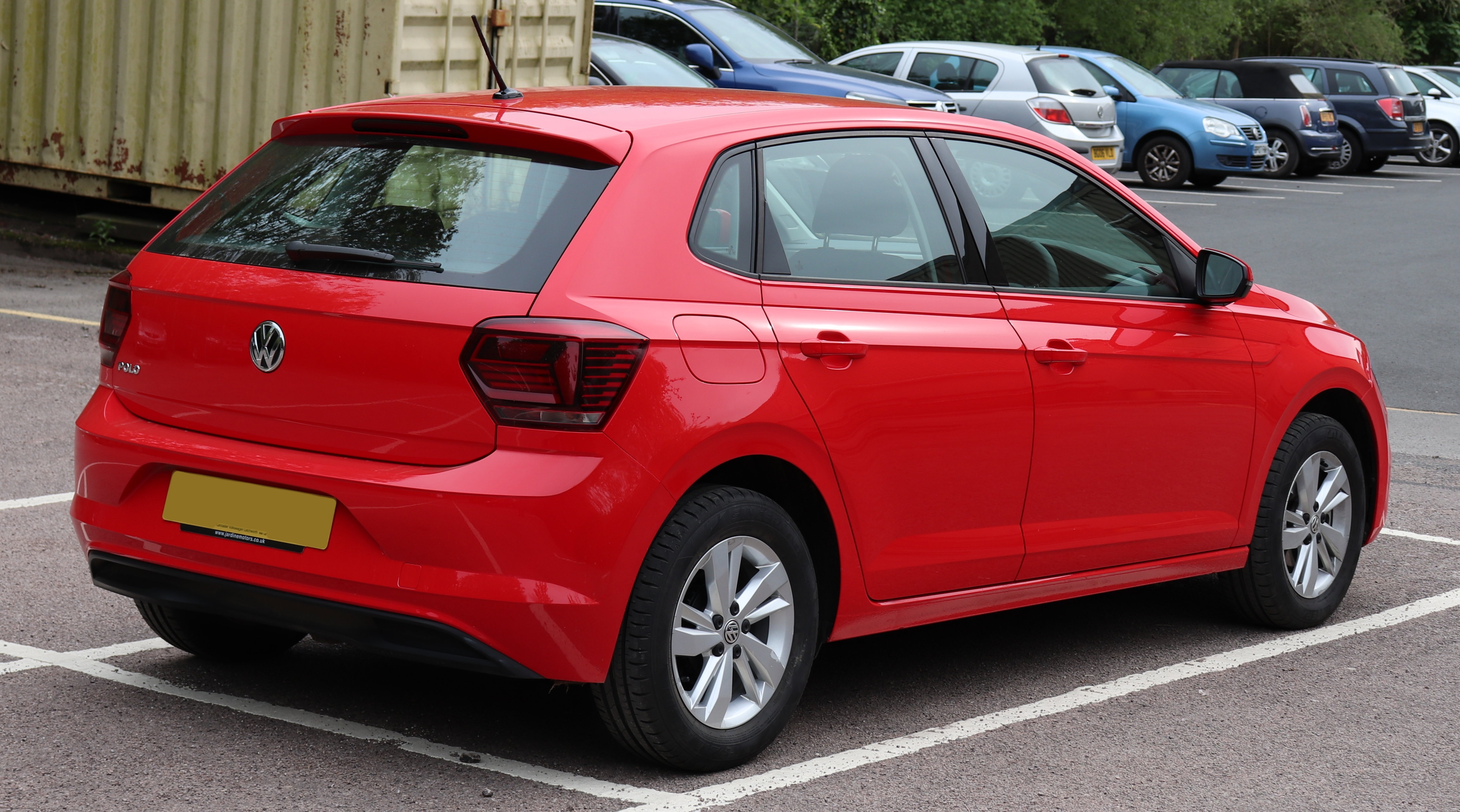
後側
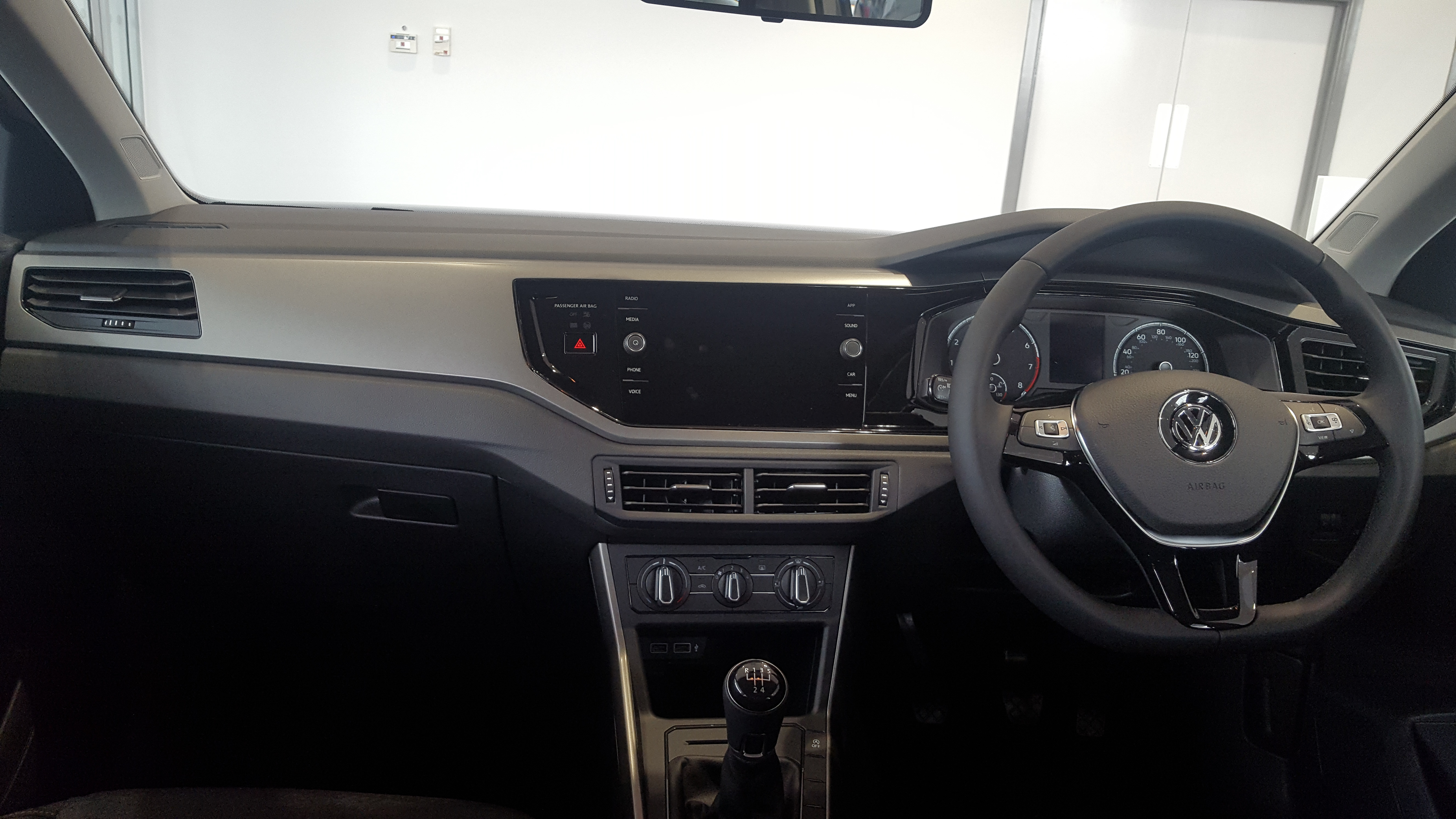
內裝
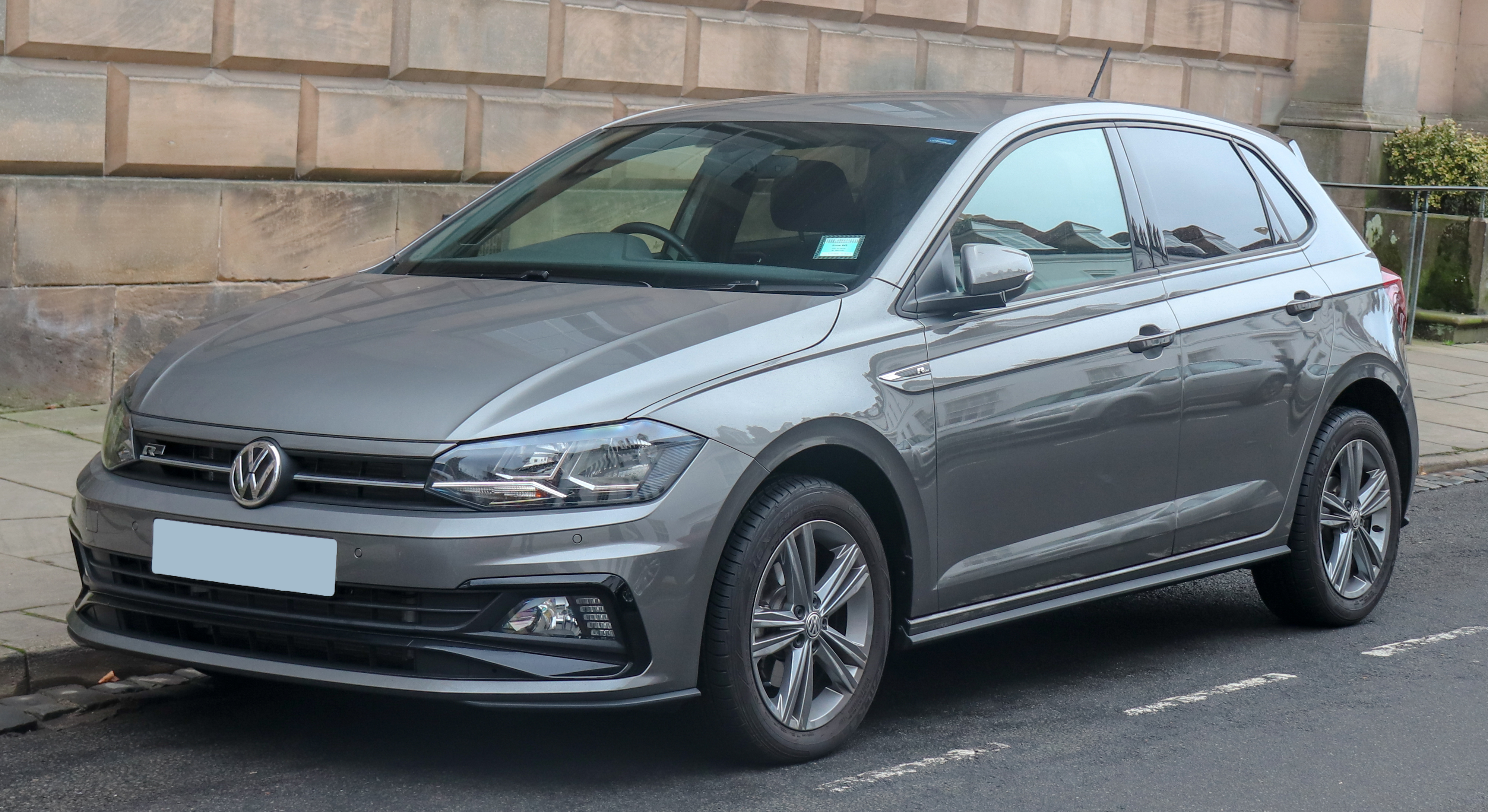
福斯Polo R-Line（前側）
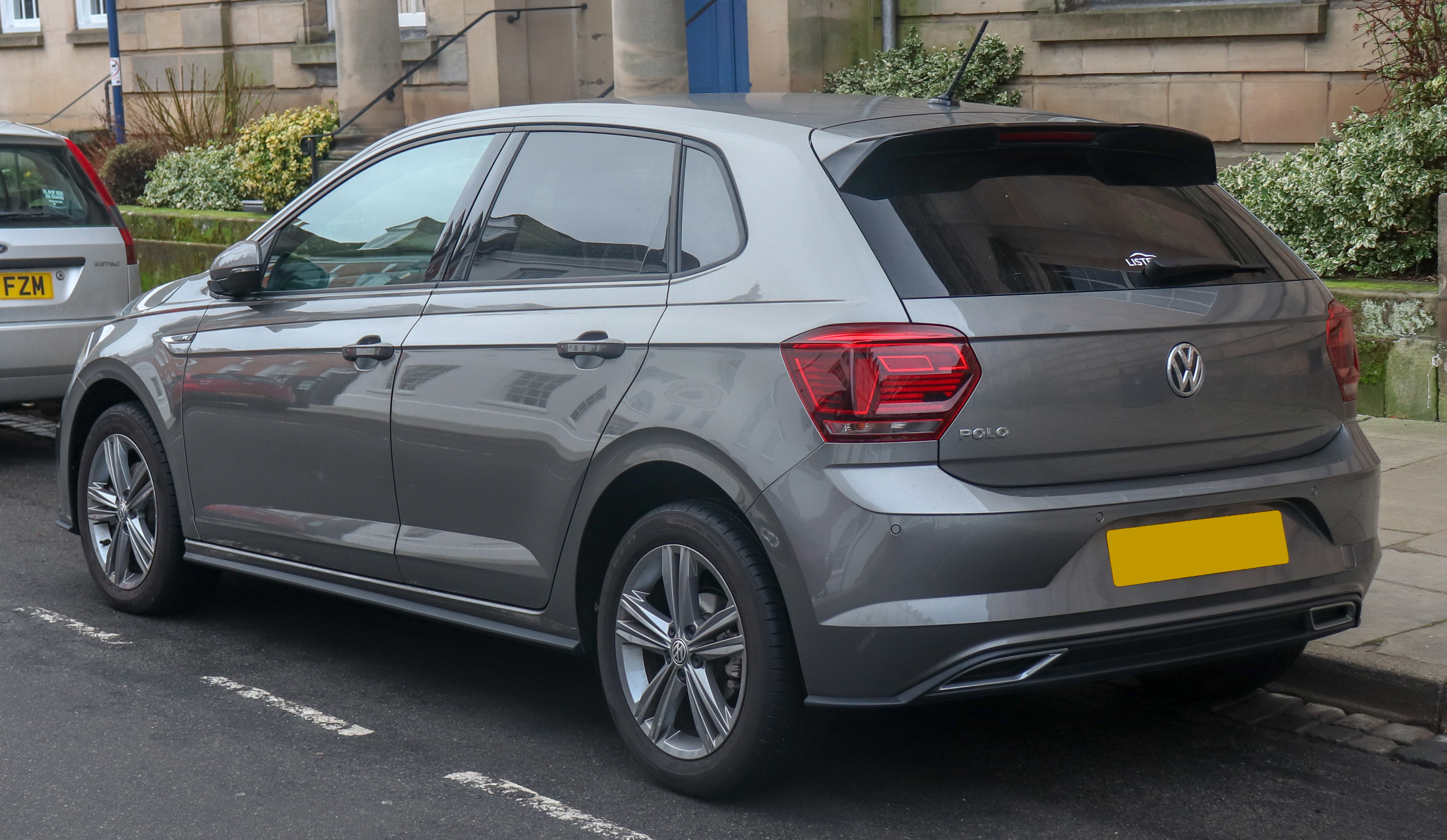
福斯Polo R-Line（後側）

## 可靠性
2013年11月14日，国家质量监督检验检疫总局发布公告，由于中國製造產品存在安全隐患，从当年11月25日起对于上海大众汽车有限公司2009年10月27日至2013年6月22日生产的部分波罗1.4T车型实行召回。